# Rolfsted Sogn
Rolfsted Sogn ist eine Kirchspielsgemeinde (dän.: Sogn)
auf der Insel Fyn (dt.: Fünen) im südlichen Dänemark.
Bis 1970 gehörte sie zur Harde Åsum Herred im damaligen Svendborg Amt, danach zur Årslev Kommune im
Fyns Amt, die im Zuge der  Kommunalreform zum 1. Januar 2007 in der
Faaborg-Midtfyn Kommune in der Region Syddanmark aufgegangen ist.

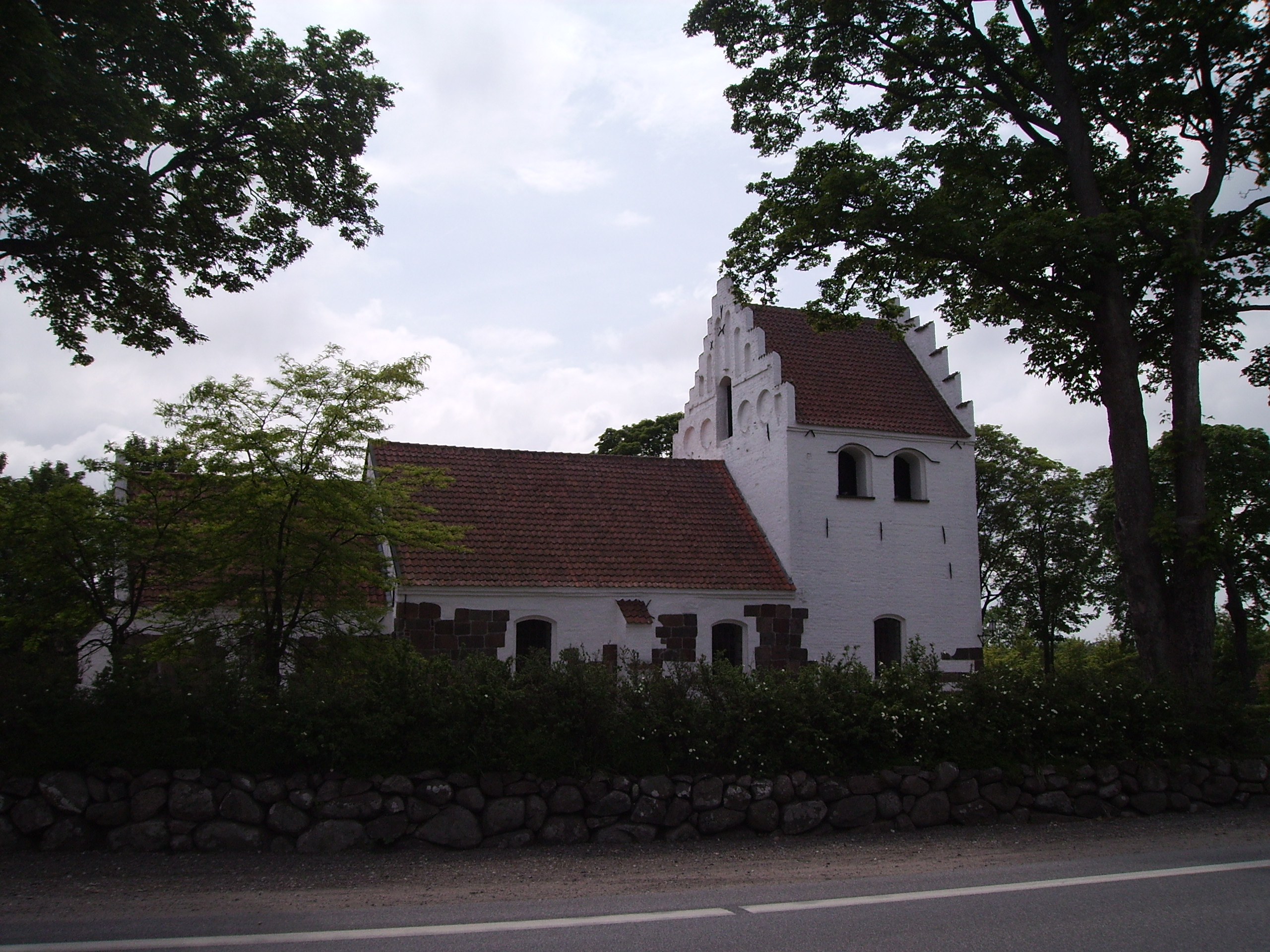
Rolfsted Kirke

Im Kirchspiel leben 1958 Einwohner, davon 487 im Kirchdorf Rolsted (Stand: 1. Januar 2023).
Im Kirchspiel liegt die Kirche „Rolfsted Kirke“.
Nachbargemeinden sind  im Südwesten Hellerup Sogn und Søllinge Sogn und im Westen Sønder Nærå Sogn, ferner in der nordwestlich benachbarten Odense Kommune Davinde Sogn, in der nordöstlich gelegenen Kerteminde Kommune Rønninge Sogn und in der Nyborg Kommune im Osten Ellinge Sogn und Herrested Sogn.